# روي أيرز
روي أيرز (بالإنجليزية: Roy Ayers)‏ (10 سبتمبر 1940 - 4 مارس 2025) هو مغن مؤلف أمريكي، ولد في لوس أنجلوس بالولايات المتحدة.

## وصلات خارجية
- الموقع الرسمي
- روي أيرز على موقع IMDb (الإنجليزية)
- روي أيرز على موقع ميوزك برينز (الإنجليزية)
- روي أيرز على موقع أول ميوزيك (الإنجليزية)
- روي أيرز على موقع ديسكوغز (الإنجليزية)
- روي أيرز على موقع قاعدة بيانات الفيلم (الإنجليزية)